# LFO (gruppo musicale)
LFO è stato un gruppo musicale di genere techno formatosi in Inghilterra nel 1987.
Fino all'anno dello scioglimento, nel 1996, il gruppo era composto da Gez Varley e Mark Bell. Nel 2003 Bell ha riformato il progetto come unico membro, riprendendo il nome LFO, fino alla sua morte avvenuta nel 2014.
Il gruppo è considerato tra i pionieri della musica  techno.
Il nome del gruppo è l'acronimo in inglese di "Low-Frequency Oscillator" (oscillatore a bassa frequenza), un generatore di forme d'onda a frequenza infrasonica, con funzione di modulatore di effetti, presente negli strumenti musicali elettronici.

## Formazione
- Mark Bell
- Gez Varley (fino al 1996)

## Discografia

### Album
- 1991 - Frequencies
- 1996 - Advance
- 2003 - Sheath

### Singoli
- 1990 - LFO
- 1991 - We Are Back
- 1992 - What Is House? (EP)
- 1994 - Tied Up
- 2003 - Freak